# José Falcetti
José Falcetti (José Bonifácio, 8 de Setembro de 1948 - Sorocaba, 05 de Julho de 2018) foi um artista plástico e artista médico brasileiro, nascido no Estado de São Paulo, e responsável por fundar o serviço de Artes Médicas no Hospital das Clínicas da Faculdade de Medicina da USP (HCFMUSP).
Natural de José Bonifácio, interior de São Paulo, filho de imigrantes italianos, José Falcetti foi considerado o responsável por estabelecer o serviço de ilustração médica no Brasil. Foi o fundador do Departamento de Artes Médicas no Hospital das Clínicas da FMUSP, prestando serviços para diversos autores e pesquisadores da área médica, sendo nacional e internacionalmente reconhecido pelo trabalho preciso e habilidoso - constando as suas ilustrações em livros, atlas, dissertações de mestrado e teses de doutorado e livre docência dos mais conceituados profissionais da área médica.
Algum tempo após sua vinda do interior para a capital, José Falcetti ingressou no Centro Universitário Belas Artes de São Paulo (1984), onde formou-se Artista Plástico, tendo anteriormente se aperfeiçoado na prática da aerografia através de um curso intensivo. Com sua formação, obteve evolução funcional do cargo de escriturário, sendo transferido para a Neurocirurgia (Departamento de Neurologia da FMUSP) com ajuda do neurocirurgião Prof. Dr. Raul Marino Jr que o descobrira, em 1979, enquanto pintava os vitrais do prédio da Diretoria do Hospital das Clínicas. Falcetti chegou à Neurocirurgia ocupando o cargo de desenhista. Em 1986, a criação do serviço de Artes Médicas foi reconhecido, conforme publicação no Diário Oficial do Estado de São Paulo.
Falcetti passou algum tempo com escritório estabelecido no prédio da Psquiatria quando precisou mover seu estúdio para prédio da Faculdade de Medicina da USP. No ano de 2006, em razão do tempo de contribuição, aposentou-se por tempo de contribuição e, logo em seguida, deixou o Hospital das Clínicas dando continuidade ao seu trabalho na própria casa. Mudou-se, em 2009, com a família para Pilar do Sul, no interior de São Paulo, e seguiu trabalhando até 2017. 
José Falcetti paralisou seu trabalho alguns anos após a descobrir, em 2013, que havia desenvolvido mielofibrose, uma doença autoimune que ataca a medula. Buscou tratamento no Hospital das Clínicas, já desguarnecido dos antigos conhecidos. No final da primeira metade de 2018, ficou ciente da evolução da doença para uma leucemia mieloide crônica, transferindo o tratamento para o Instituto do Câncer do Estado de São Paulo. Duas semanas após a transferência, na madrugada do dia 5 de Julho de 2018, em razão de um tombo acidental em sua própria casa, faleceu no Hospital Regional de Sorocaba deixando quatro filhos e a esposa.